# あなたが選ぶ今週のベストワン
『あなたが選ぶ今週のベストワン（あなたがえらぶこんしゅうのベストワン）』は、1976年4月2日から同年9月17日までフジテレビ系列局で生放送された歌謡番組である。放送時間は毎週金曜 20時00分 - 20時54分 (JST) 。

## 概要
「視聴者が選ぶ、視聴者のための歌謡番組」をコンセプトにした番組で、ヒット曲調査機関の資料を参考に前週のレコード売り上げベスト20から7曲をセレクトし、その中から200人の視聴者が電話でベスト1を決めていた。
ほかに、「我が家のベストワン」というコーナーも実施していた。
視聴者からの電話は、女子大生らから成る多くの「テレホン・ガール」が受け付けていた。なお、山加朱美もこのテレホン・ガールを務めていた。

## 司会
- 桂三枝（後の6代目桂文枝） - 前番組『歌謡ヒットプラザ』から引き続き司会を担当。
- 池上季実子

## 備考
第1回目のゲスト歌手は、岩崎宏美・片平なぎさ・森進一・山口百恵・小柳ルミ子・西城秀樹・太田裕美の7人。特別ゲストは、『トラック野郎シリーズ』でお馴染みの菅原文太と愛川欽也だった。

## スタッフ
- 演奏：小野満とスウィングビーバーズ、パレス・ミュージック
- コーラス：APPLE
- 構成：奥山洸伸、つかさけんじ、沢口義明
- 音楽：半間巌一
- 振付：土居甫
- 美術プロデューサー：堀切清
- デザイン：根本研二
- 美術進行：重松照英
- タイトル：金田全央
- 技術：佐藤実
- カメラ：佐藤五十一
- 映像：伊佐文夫
- 音声：加藤建治
- 音響効果：狩谷春子
- 照明：高浜潤作
- プロデューサー：林良三
- 演出：宮本洋
- 制作協力：フジプロダクション
- 制作著作：フジテレビ

## 放送局
金曜 20:00 - 20:54
- フジテレビ
- 北海道文化放送
- 秋田テレビ
- 山形テレビ[3]
- 仙台放送[3]
- 福島テレビ[注釈 1]
- 長野放送[3]
- テレビ静岡[3]
- 富山テレビ
- 石川テレビ
- 福井テレビ
- 東海テレビ
- 関西テレビ
- 山陰中央テレビ
- 岡山放送
- テレビ新広島
- テレビ山口
- テレビ愛媛
- テレビ西日本
- サガテレビ
- テレビ長崎
- テレビ熊本
- テレビ宮崎
- 鹿児島テレビ
- 沖縄テレビ